# Edwin Roberts (friidrottare)
Edwin Anthony Roberts, född 12 augusti 1941 i Port of Spain,  är en före detta trinidadisk friidrottare.
Roberts blev olympisk bronsmedaljör på 200 meter vid sommarspelen 1964 i Tokyo.